# Dimya coralliotis
Dimya coralliotis är en musselart som beskrevs av S. S. Berry 1944. Dimya coralliotis ingår i släktet Dimya och familjen Dimyidae. Inga underarter finns listade i Catalogue of Life.